# Martin Wetzer
Paul Martin Wetzer, finski general, * 1868, † 1954.